# Aristomenis Provelengios (Architekt)
Aristomenis Provelengios (auch Provelenghios, Αριστομένης Προβελέγγιος; * 1914 in Griechenland; † 1999 ebenda) war ein griechischer Architekt und ab 1962 Präsident des Griechischen Instituts der Architekten.
Provelengios war väterlicherseits ein Nachkomme von Markos Botsaris. Er studierte an der Technischen Universität Athen bei Dimitris Pikionis und  Anastasios Orlandos, ein Kommilitone und Freund von ihm war Georges Candilis. Mit einem Stipendium des französischen Staates setzte er sein Studium ab 1945 in Paris fort, wo er zusammen mit Iannis Xenakis im Büro von Le Corbusier arbeitete. Bis zu seiner endgültigen Rückkehr nach Griechenland 1979 pendelte er zwischen Paris und Athen.

## Werke (Auswahl)
- Comité d’Accueil in Paris (seit 1973 unter Denkmalschutz)
- Green Coast Hotel
- Eines seiner Werke, das man heute noch sehen kann, ist das Au Revoir in der Patission-Straße, eines der letzten der dortigen alten Cafés.[2]